# Stella (Giorgio Poi)
Stella è un singolo del cantautore italiano Giorgio Poi, pubblicato il 22 febbraio 2019 come terzo estratto dal secondo album in studio Smog.

## Descrizione
(Giorgio Poi, 2019)

## Video musicale
Il videoclip del brano, diretto da Danilo Bubani, è stato pubblicato contestualmente all'uscita del singolo sul canale YouTube di Bomba Dischi.

## Tracce
Testi e musiche di Giorgio Poi.
1. Stella – 3:53